# Liste des présidents de la république du Congo
Pour un article plus général, voir Président de la république du Congo.
Ne doit pas être confondu avec Liste des présidents de la république démocratique du Congo.
Cet article dresse la liste des présidents de la république du Congo depuis la création de la fonction en 1960 jusqu'à aujourd'hui.
Cette fonction est instituée le 15 août 1960, jour même de la proclamation d'indépendance vis-à-vis de la France et de l'adoption de la première Constitution du pays. La figure du syndicalisme catholique Fulbert Youlou devient alors le premier président.
À partir du 31 décembre 1969, le pays prend le nom de république populaire du Congo et adopte un régime marxiste-léniniste à parti unique dirigé par le Parti congolais du travail (PCT). Durant cette « Deuxième République » de 1969 à 1992, la présidence est conservée alternant entre chefs militaires et dirigeants du PCT. En 1979, Denis Sassou-Nguesso devient président pour la première fois. Après la Conférence nationale souveraine de 1991, la Constitution du 15 mars 1992 rétablit le multipartisme et la république du Congo retrouve son nom initial.
Depuis Fulbert Youlou, six personnes ont officiellement exercé la fonction présidentielle. Denis Sassou-Nguesso, figure dominante de la vie politique congolaise, occupe la présidence à deux périodes distinctes : de 1979 à 1992, puis de 1997 à aujourd'hui. Réélu en 2002, 2009, 2016 et 2021, il est l'actuel chef de l'État depuis son retour au pouvoir le 25 octobre 1997, ce qui fait de lui l'un des dirigeants les plus anciens encore en fonction en Afrique.

## Liste des présidents
| No | Portrait                        | Titulaire (Naissance-mort)                | Élection                        | Mandat                          | Mandat                          | Mandat                          | Parti politique                 | Parti politique                 |
| No | Portrait                        | Titulaire (Naissance-mort)                | Élection                        | Début                           | Fin                             | Durée                           | Parti politique                 | Parti politique                 |
| République du Congo (1960-1963) | République du Congo (1960-1963) | République du Congo (1960-1963)           | République du Congo (1960-1963) | République du Congo (1960-1963) | République du Congo (1960-1963) | République du Congo (1960-1963) | République du Congo (1960-1963) | République du Congo (1960-1963) |
| --- | ------------------------------- | ----------------------------------------- | ------------------------------- | ------------------------------- | ------------------------------- | ------------------------------- | ------------------------------- | ------------------------------- |
| 1 | Fulbert Youlou                  | Fulbert Youlou (1917-1972)                | 1961                            | 15 août 1960                    | 15 août 1963 (déposé)           | 3 ans                           |                                 | UDDIA                           |
| 2 | Alphonse Massamba-Débat         | Alphonse Massamba-Débat (1921-1977)       | —                               | 16 août 1963                    | 19 décembre 1963                | 5 ans et 19 jours               |                                 | MNR (à partir de 1964)          |
| 2 | Alphonse Massamba-Débat         | Alphonse Massamba-Débat (1921-1977)       | 1963                            | 19 décembre 1963                | 4 septembre 1968 (déposé)       | 5 ans et 19 jours               |                                 | MNR (à partir de 1964)          |
| — | Alfred Raoul                    | Alfred Raoul (1938-1999)                  | intérim                         | 5 septembre 1968                | 1er janvier 1969                | 3 mois et 27 jours              |                                 | Militaire/MNR                   |
| 3 | Marien Ngouabi                  | Marien Ngouabi (1938-1977)                | —                               | 1er janvier 1969                | 31 décembre 1969                | 11 mois et 30 jours             |                                 | Militaire/PCT                   |
| République populaire du Congo (1969-1992)                                                                                                  |                                 |                                           |                                 |                                 |                                 |                                 |                                 |                                 |
| 3 | Marien Ngouabi                  | Marien Ngouabi (1938-1977)                | 1969                            | 31 décembre 1969                | 18 mars 1977 (assassiné)        | 7 ans, 2 mois et 15 jours       |                                 | Militaire/PCT                   |
| 3 | Marien Ngouabi                  | Marien Ngouabi (1938-1977)                | 1974                            | 31 décembre 1969                | 18 mars 1977 (assassiné)        | 7 ans, 2 mois et 15 jours       |                                 | Militaire/PCT                   |
| Le Comité militaire du Parti congolais du travail, présidé par Jacques Joachim Yhombi-Opango, assure l'intérim du 18 mars au 3 avril 1977. |                                 |                                           |                                 |                                 |                                 |                                 |                                 |                                 |
| 4 | Jacques Joachim Yhombi-Opango   | Jacques Joachim Yhombi-Opango (1939-2020) | —                               | 3 avril 1977                    | 5 février 1979 (démission)      | 1 an, 10 mois et 2 jours        |                                 | Militaire/PCT                   |
| Le Comité militaire du Parti congolais du travail, présidé par Jean-Pierre Thystère-Tchicaya, assure l'intérim du 5 au 8 février 1979.     |                                 |                                           |                                 |                                 |                                 |                                 |                                 |                                 |
| 5 | Denis Sassou-Nguesso            | Denis Sassou-Nguesso (né en 1943)         | 1979                            | 8 février 1979                  | 31 août 1992                    | 13 ans, 6 mois et 23 jours      |                                 | Militaire/PCT                   |
| 5 | Denis Sassou-Nguesso            | Denis Sassou-Nguesso (né en 1943)         | 1984                            | 8 février 1979                  | 31 août 1992                    | 13 ans, 6 mois et 23 jours      |                                 | Militaire/PCT                   |
| 5 | Denis Sassou-Nguesso            | Denis Sassou-Nguesso (né en 1943)         | 1989                            | 8 février 1979                  | 31 août 1992                    | 13 ans, 6 mois et 23 jours      |                                 | Militaire/PCT                   |
| République du Congo (depuis 1992) |                                 |                                           |                                 |                                 |                                 |                                 |                                 |                                 |
| 6 | Pascal Lissouba                 | Pascal Lissouba (1931-2020)               | 1992                            | 31 août 1992                    | 25 octobre 1997 (déposé)        | 5 ans, 1 mois et 24 jours       |                                 | UPADS                           |
| (5) | Denis Sassou-Nguesso            | Denis Sassou-Nguesso (né en 1943)         | —                               | 25 octobre 1997                 | 14 août 2002                    | 27 ans, 9 mois et 16 jours      |                                 | PCT                             |
| (5) | Denis Sassou-Nguesso            | Denis Sassou-Nguesso (né en 1943)         | 2002                            | 14 août 2002                    | 14 août 2009                    | 27 ans, 9 mois et 16 jours      |                                 | PCT                             |
| (5) | Denis Sassou-Nguesso            | Denis Sassou-Nguesso (né en 1943)         | 2009                            | 14 août 2009                    | 16 avril 2016                   | 27 ans, 9 mois et 16 jours      |                                 | PCT                             |
| (5) | Denis Sassou-Nguesso            | Denis Sassou-Nguesso (né en 1943)         | 2016                            | 16 avril 2016                   | 16 avril 2021                   | 27 ans, 9 mois et 16 jours      |                                 | PCT                             |
| (5) | Denis Sassou-Nguesso            | Denis Sassou-Nguesso (né en 1943)         | 2021                            | 16 avril 2021                   | en cours                        | 27 ans, 9 mois et 16 jours      |                                 | PCT                             |